# Anaspis flavipennis
Anaspis flavipennis är en skalbaggsart som beskrevs av Samuel Stehman Haldeman 1848. Anaspis flavipennis ingår i släktet Anaspis och familjen ristbaggar. Inga underarter finns listade i Catalogue of Life.